# Этвуд, Томас
Томас Этвуд (англ. Thomas Atwood; ? — 27 мая 1793) — представитель колониальной администрации Британской империи в Вест-Индии, юрист, историк и зоолог Доминики, писатель

. Главный (генеральный) судья острова Доминика (1766—1773), главный (генеральный) судья Багамских островов (1774—1785).

## Биография
Провёл несколько лет своей жизни на Доминике. Его происхождение, как и большинство других биографических подробностей, неизвестно.
В 1766—1773 годах служил в Вест-Индских колониях Великобритании главным (генеральным) судьёй острова Доминика, затем в 1774—1785 годах — главным (генеральным) судьёй Багамских островов.
Автор первого полного описания Доминики «История острова Доминика» (The History of the Island of Dominica). В труде высказал свою веру в то, что Доминика могла бы быть лучшей колонией Соединённого королевства в Вест-Индии, благодаря высокому количеству плодородных и невозделываемых земель на острове.
С исторической точки зрения показал, что между 1770 и 1775 годами остров процветал, благодаря свободному порту Розо, однако из-за плохого управления и «недостатков» французского правления после вторжения в Доминику в 1778 году до их капитуляции по Парижскому миру в 1783 году. По его мнению, остров мог добиться бо́льших успехов в своём развитии с помощью развития животноводства и увеличения количества африканцев-рабов для работы на сахарных плантациях.
«История острова Доминика» была опубликована в 1791 году. Т. Этвуд также опубликовал брошюру — «Наблюдения за истинным методом обращения и использования негров-рабов на Британских островах Вест-Индии» (Observations on the true method of treatment and usage of the Negro slaves in the British West India Islands), в которой выступал в защиту рабства, утверждая, что с рабами в Вест-Индии обращались лучше, чем с английскими рабочими.
Труды Т. Этвуда по Доминике во время американской революции были использованы английским историком Брайаном Эдвардсом в его «Истории, гражданской и торговой британских колоний в Вест-Индии» (1793).
Занимался также зоологическими исследованиями. В 1791 году в своей «Истории острова Доминика» первым описал жёлто-зелёного доминиканского попугая ара, истреблённого, вероятно, в конце XVIII или в начале XIX века, названного в его честь — Ara atwoodi.
Т. Этвуд умер в тюрьме Суда королевской скамьи «в преклонном возрасте, разбитый несчастьями 27 мая 1793 года».